# Augustine Eguavoen
Augustine Owen Eguavoen (Sapele, 19 agosto 1965) è un allenatore di calcio ed ex calciatore nigeriano, di ruolo difensore.

## Carriera

### Giocatore

#### Club
Inizia la carriera nella squadra dell'ACB Lagos, approdando al calcio europeo nel 1986, ai belgi del K.A.A. Gent. Nel 1991 si trasferisce al K.V. Kortrijk, dove rimane fino al 1994, anno in cui passa brevemente in Spagna, all'Ourense. Nel 1995 torna al Kortrijk, prima di passare ai Sacramento Scorpions nel 1996. Nel 1997 va in Russia, alla Torpedo Mosca, per poi chiudere la carriera a Malta, nel Sliema Wanderers.

#### Nazionale
Con 53 presenze nella nazionale di calcio della Nigeria, Eguavoen è attualmente il quindicesimo giocatore per numero di partite giocate in nazionale. Ha partecipato a Stati Uniti 1994 e a Francia 1998. In Italia è tristemente noto come il difensore che, attraverso una clamorosa simulazione negli ottavi di finale di Stati Uniti 1994, causò l'ingiusta espulsione di Gianfranco Zola. Nel corso dei supplementari della medesima partita, tuttavia, atterrando Antonio Benarrivo in area, causò anche il calcio di rigore (realizzato poi da Roberto Baggio) che fissò il punteggio sul definitivo 2-1 per gli azzurri, sancendo così l'eliminazione della Nigeria dal mondiale statunitense.

### Allenatore
Da allenatore ha prima guidato la squadra con la cui maglia si è ritirato dall'attività agonistica, lo Sliema Wanderers, e successivamente le giovanili della Nigeria, prima di allenare la nazionale maggiore nigeriana dal 2005 al 2007. Nel 2008-2009 ha allenato l'Enyimba.

## Palmarès

### Club
- Campionato di calcio maltese: 1

1999-2000

### Nazionale
- Coppa d'Africa: 1

1994